# Paramecolabus discolor
Paramecolabus discolor là một loài bọ cánh cứng trong họ Attelabidae. Loài này được Fahraeus miêu tả khoa học năm 1839.